# Typhlocharis algarvensis
Typhlocharis algarvensis é uma espécie de insetos coleópteros pertencente à família Carabidae.
A autoridade científica da espécie é Coiffait, tendo sido descrita no ano de 1971.
Trata-se de uma espécie presente no território português, nomeadamente em Portugal Continental. Está ausente da Madeira e dos Açores.
Trata-se de um endemismo português.